# Diclinanona matogrossensis
Diclinanona matogrossensis är en kirimojaväxtart som beskrevs av Paulus Johannes Maria Maas. Diclinanona matogrossensis ingår i släktet Diclinanona och familjen kirimojaväxter. Inga underarter finns listade i Catalogue of Life.